# Apocephalus dichocercus
Apocephalus dichocercus är en tvåvingeart som beskrevs av Borgmeier 1958. Apocephalus dichocercus ingår i släktet Apocephalus och familjen puckelflugor. Inga underarter finns listade i Catalogue of Life.